# Cochranella midas
Cochranella midas är en groddjursart som först beskrevs av Lynch och William Edward Duellman 1973.  Cochranella midas ingår i släktet Cochranella och familjen glasgrodor. Inga underarter finns listade i Catalogue of Life.